# Ophiodromus tigrinus
Ophiodromus tigrinus är en ringmaskart som beskrevs av Rullier 1972. Ophiodromus tigrinus ingår i släktet Ophiodromus och familjen Hesionidae. Inga underarter finns listade i Catalogue of Life.